# Meriosfera
Genre
Meriosfera est un genre d'opilions laniatores de la famille des Agoristenidae.

## Distribution
Les espèces de ce genre sont endémiques d'Haïti.

## Liste des espèces
Selon World Catalogue of Opiliones (13/07/2021) :
- Meriosfera gertschi Šilhavý, 1973
- Meriosfera lineata Šilhavý, 1973

## Publication originale
- Šilhavý, 1973 : « Two new systematic groups of gonyleptomorphid phalangids from the Antillean- Caribbean Region, Agoristenidae Fam. N., and Caribbiantinae Subfam. N. (Arachn.: Opilionidea). » Věstník československé Společnosti zoologické, vol. 37, p. 110–143.